# Николлс, Генри
Сэр Генри Альфред Альфорд Николлс (англ. Henry Alfred Alford Nicholls; 27 сентября 1851, Ист-Энд, Лондон, Великобритания — 9 февраля 1926, Доминика) — британский и доминикский учёный, врач, доктор медицины (MD), ботаник, специалист по болезням растений, садовод, зоолог, общественный деятель, депутат парламента Доминики и публицист, живший и трудившийся в Доминике в течение более 50 лет.
Член Лондонского Линнеевского общества (с 1883).

## Биография
С 1869 года обучался в медицинском колледже при лондонском госпитале Святого Варфоломея, в 1870 году сдал экзамены по практической анатомии. Получил диплом по медицине в Университете Абердина в 1873 году и степень доктора медицины.
В 1832 году эмигрировал в Доминику. В 1877 году Николлс был назначен медицинским суперинтендантом госпиталя Доминики. В 1880 году стал врачом государственных учреждений остова. В 1922 году назначен главным врачом Доминики.

## Научная деятельность
С однодумцами в 1832 году отправился с исследовательскими целями из Розо в глубь острова в Морн-Труа-Питон, где обнаружил «Кипящее озеро» (Boiling Lake).
Написал статью о извержении вулкана, произошедшем примерно в миле к юго-западу от Кипящего озера 4 января 1880 года, в котором описал последствия урагана 4 сентября, при котором было разрушено 5 церквей и оставившего бездомными более 400 семей. В 1902 году составил подробный отчёт о событиях, связанных с извержением вулкана Монтань-Пеле на Мартинике.
В феврале 1880 г., Николс в сопровождении 14-летнего принца Уэльского (будущего короля Георг V) и его старшего брата принц Альберта Виктора, первым верхом на пони, а затем пешком поднялся на самую высокую гору острова Дьяблотен (1447 м), которая оказалась почти на 100 м выше, чем самая высокая точка Великобритании — Бен-Невис (1344).
В 1886 году на Колониальной и индийской выставке в Лондоне представил образцы многих натуральных продуктов Доминики, включая эфирные масла, серу, кору, кофе, какао, аннато и ваниль.
В области медицины одной из первых работ Николлса после прибытия в Доминику была работа на тему «Извлечение инородных тел из уха». В 1891 году занимался причинами распространения Фрамбезии в Вест-Индии. Автор исследований о столбняке, малярии и болезни, связанной с анкилостомидозами.
Был редактором «Медицинского журнала Подветренных островов».
Проявлял большой интерес к расширению выращивания кофе в Доминике.

## Труды
- Дневники (отчеты об путествиях по Малым Антильским островам от Тобаго до Доминики с обзором распространенности фрамбезии. Включают комментарии по обычаям, ботанике, зоологии и истории Доминики…)[1]
- Manual de agricultura tropical 1901
- On the Cultivation of Liberian Coffee in the West Indies
- An Elementary Text Book Of Tropical Agriculture

- Член-корреспондент Нью-Йоркской академии наук (с 1882)
- Член-корреспондент Лондонского зоологического общества (с 1888)
- Почётный член Королевского сельскохозяйственного и коммерческого общества Британской Гвианы
- Председатель городского совета г. Розо, Доминика (1896—1898)
- Член Законодательного совета Доминики (с 1898)
- Вице-президент Сельскохозяйственного общества Доминики
- Член Исполнительного совета Подветренных островов (1922)

## Награды
- Рыцарь-бакалавр
- Орден Святых Михаила и Георгия (1896)
- Серебряный кубок Вест-Индского комитета за лучшую индивидуальную выставку тропических продуктов Британской Вест-Индии, Британской Гвианы или Британского Гондураса (1914)
- Возведён во дворянство (1926)

## Семья
Его внучка Филлис Шанд Олфри, писательница.

## Память
- В честь Г. Николлса названа гора Морн Николлс (966 м) на Доминике.
- Древесная летучая мышь Ardops nichollsi